# Люксембурзька Вікіпедія
Люксембу́рзька Вікіпе́дія (люксемб. Lëtzebuergesch Wikipedia) — розділ Вікіпедії люксембурзькою мовою. Станом на квітень 2016 за кількістю статей займала 78-ме місце у світі.
Люксембурзька Вікіпедія станом на 28 березня 2025 року містить 64 861 статтю, 64 937 зареєстрованих користувачів, 82 активних дописувачів, 7 адміністраторів
. Загальна кількість сторінок в люксембурзькій Вікіпедії — 141 425, редагувань — 2 596 118, завантажених файлів — 2546
. Глибина (рівень розвитку мовного розділу) люксембурзької Вікіпедії мала і становить 25.6 пунктів
. 

## Наповнення
- 21 липня 2004 — створена перша стаття.
- 23 липня 2006 — 10 000 статей.

## Статистика

### Якість Статей
Основна частина статей присвячена пов'язаній з Люксембургом тематиці. Основною проблемою розділу є відсутність чітко закріплених орфографічних правил, що змушує докладати зусиль місцевим учасникам щодо приведення статей до єдиної норми, прийнятої в цій Вікіпедії. Орфографічні особливості люксембурзького розділу навіть обговорювалися місцевими лінгвістами на зовнішніх ресурсах.